# Po stopách duchů
Po stopách duchů (v anglickém originále Ghost Adventures) je televizní pořad, jehož tvůrcem je trojice Zak Bagans, Aaron Goodwin a Nick Groff, který účinkoval pouze do 10. série. Přidali se i audio technici Billy Tolley a Jay Wasley.  Tato skupina se vydává na nejzáhadnější místa na světě, která oplývají paranormální energií. První epizoda byla odvysílána 15. října 2008 na americkém televizním kanále Travel channel. Pořad patří ve své kategorii mezi ty nejlépe hodnocené. Pořad má zatím odvysíláno již 26 sérií.

## Začátky
V roce 2004 byl založen tým Ghost Adventures, který založili Zak Bagans, Aaron Goodwin a Nick Groff (který již odešel). Jejich cílem je navštěvovat paranormálně nejaktivnější místa na světě a snaží komunikovat s duchy a nadpřirozenými entitami. Prvním místem byl Bobby Mackey's Music World v Kentucky, kde se poprvé setkali s démonickými entitami. Tým ovšem nevyšetřuje pouze v USA, ale také podnikl výpravy např. do Mexika, Itálie nebo Kanady.

## Přehled řad
| 1  | Díly | Premiéra v USA    | Premiéra v USA     | Premiéra v ČR     | Premiéra v ČR      |
| 1  | Díly | První díl         | Poslední díl       | První díl         | Poslední díl       |
| -- | ---- | ----------------- | ------------------ | ----------------- | ------------------ |
| 1  | 8    | 17. října 2008    | 5. prosince 2008   | 17. října 2008    | 5. prosince 2008   |
| 2  | 8    | 5. června 2009    | 24. července 2009  | 5. června 2009    | 24. července 2009  |
| 3  | 10   | 30. října 2009    | 8. ledna 2010      | 30. října 2009    | 8. ledna 2010      |
| 4  | 27   | 17. září 2010     | 10. června 2011    | 17. září 2010     | 10. června 2011    |
| 5  | 10   | 23. září 2011     | 16. prosince 2011  | 23. září 2011     | 16. prosince 2011  |
| 6  | 9    | 9. března 2012    | 27. dubna 2012     | 9. března 2012    | 20. června 2012    |
| 7  | 18   | 14. září 2012     | 19. dubna 2013     | 14. září 2012     | 19. dubna 2013     |
| 8  | 11   | 16. srpna 2013    | 15. listopadu 2017 | 16. srpna 2013    | 15. listopadu 2017 |
| 9  | 13   | 15. února 2013    | 12. července 2013  | 15. února 2013    | 12. července 2013  |
| 10 | 11   | 4. října 2014     | 7. března 2015     | 4. října 2014     | 7. března 2015     |
| 11 | 11   | 22. srpna 2015    | 7. listopadu 2015  | 22. srpna 2015    | 7. listopadu 2015  |
| 12 | 13   | 30. ledna 2016    | 6. srpna 2016      | 30. ledna 2016    | 6. srpna 2016      |
| 13 | 13   | 24. září 2016     | 14. ledna 2017     | 24. září 2016     | 14. ledna 2017     |
| 14 | 11   | 25. března 2017   | 15. července 2017  | 25. března 2017   | 15. července 2017  |
| 15 | 11   | 23. září 2017     | 13. ledna 2018     | 23. září 2017     | 13. ledna 2018     |
| 16 | 9    | 24. března 2018   | 14. července 2018  | 24. března 2018   | 14. července 2018  |
| 17 | 6    | 3. listopadu 2018 | 8. prosince 2018   | 3. listopadu 2018 | 8. prosince 2018   |
| 18 | 13   | 23. února 2019    | 20. července 2019  | 8. února 2019     |                    |
| 19 | 15   | 2. listopadu 2019 | 14. května 2019    |                   |                    |
| 20 | 11   | 5. listopadu 2020 | 30. dubna 2021     |                   |                    |
| 21 | 6    | 22. července 2020 | 26. srpna 2021     |                   |                    |
| 22 | 8    | 10. března 2022   | 28. srpna 2022     |                   |                    |